# 日本食肉科学会
日本食肉科学会（にほんしょくにくかがくかい、英文名称：Japan Society for Meat Science Technology、略称：JSMST）は、1959年（昭和34年）4月、食肉に関わる分野について広く学界・業界・関連副資材関係者がお互いの研鑽の場を求めて、学術と産業の発展を目指すことを目的に創立された学会である。
元農林官僚であり、明治大学農学部教授でもあった中原重樹が初代会長として就任した。会員数は約200名。

## 事業・活動
第二次世界大戦後、急速な食事の肉食化と畜産業の発展に伴い、食肉及び食肉加工品の消費は伸びてきており、今後益々発展するものと考えられる。そこで、 食肉に関わる分野について広く学界・業界・関連副資材関係者がお互いに学術と産業の発展を目指し、日本食肉研究会（日本食肉科学会の前身）を発足。それ以来、本会は食肉に関する学術ならびに産業の益々の振興を図ることを目的として、年1 回の総会・大会と年２回の機関誌「食肉の科学」の発刊を続けている。

## 沿革
- 1959年（昭和34年） 設立総会を開催
- 1960年（昭和35年） 第１回総会及び研究会を開催、「肉の科学」第1巻を発行
- 1961年（昭和36年） 第2回総会及び研究会を開催
- 1966年（昭和41年） 農林省畜産試験場創立50周年記念特別研究会を開催（千葉市）
- 1969年（昭和44年） 国立公衆衛生院で創立10周年記念式典を挙行
- 1971年（昭和46年） 亜硝酸塩等に関するゼミナールを開催（２回・東京都と京都市）
- 1974年（昭和49年） ライナー･ハム博士特別講演会開催（日本大学農獣医学部）
- 1976年（昭和51年） 食肉用語事典初版発行、日本食肉研究会・日本酪農科学会共催シンポジウムを開催（鹿児島市）
- 1979年（昭和54年） 食品環境保全研究会共催特別講演会開催，創立20周年記念式典を挙行（東京農業大学農学部）
- 1981年（昭和56年） 食肉･肉製品に関する諸問題のシンポジウムを開催（エーザイ講堂）
- 1983年（昭和58年） 第5回世界畜産学会議サテライトシンポジウムを開催（京王プラザホテル）
- 1984年（昭和59年） 日本食肉研究会会則の制定
- 1985年（昭和60年） 食肉用語事典四訂版発行
- 1989年（平成元年） 創立30周年記念式典を挙行（アルカディア市ヶ谷私学会館）
- 1991年（平成3年） 「肉の科学」から「食肉の科学」に名称変更
- 1999年（平成11年） 創立40周年記念事業として第45回国際食肉科学技術会議をアジアで最初に開催
- 2009年（平成21年） 創立50周年記念式典を挙行（日本大学湘南キャンパス）
- 2011年（平成23年） 第52回日本食肉研究会大会東日本大震災のため中止
- 2014年（平成26年） 日本産肉研究会との合同大会を開催（筑波大学キャンパス）
- 2019年（平成31年） 創立60周年に際してロゴを策定、創立60周年記念式典
- 2020年（令和2年） コロナウィルス感染症蔓延のため、大会及び総会を中止
- 2021年（令和3年） 「日本食肉科学会」に名称を変更し、学会として活動開始
- 2022年（令和4年） 第68回国際食肉科学技術会議（ICoMST2022）を神戸でハイブリッド開催を主催

## 歴代会長
1. 中原重樹（1959年 - 1974年）明治大学教授
2. 安藤則秀（1975年 - 1979年）九州大学名誉教授
3. 藤巻正生（1980年 - 1984年）お茶の水女子大学教授
4. 安井勉（1985年 - 1990年）北海道大学農学部教授
5. 荒川信彦（1991年 - 1992年）お茶の水女子大学教授
6. 高橋興威（1993年 - 1998年）北海道大学農学部教授
7. 沖谷明紘（1999年 - 2002年）日本獣医畜産大学教授
8. 鈴木敦士（2003年 - 2006年）新潟大学名誉教授
9. 服部昭仁（2007年 - 2008年）北海道大学教授
10. 六車三治男（2009年 - 2010年）宮崎大学名誉教授
11. 山本克博（2011年 - 2012年）酪農学園大学教授
12. 三輪操（2013年 - 2014年）東京農業大学短大部教授
13. 根岸晴夫（2015年 - 2018年）中部大学教授
14. 坂田亮一（2019年 - 2022年）麻布大学教授
15. 有原圭三（2023年 - 現在）北里大学獣医学部教授